# رد القضاء
رد القضاء فيلم سوري من إنتاج المؤسسة العامة للسينما، وهو لقصة واقعية عن حصار سجن حلب وبطولات العسكريين المحاصرين داخل السجن الفيلم ملحمة بطولية، عُرض عام 2017 من تمثيل عدد من النجوم السوريين وإخراج نجدة إسماعيل أنزور.

## معلومات الفيلم
تأليف : ديانا كمال الدين .
إخراج : نجدة إسماعيل أنزور .
إنتاج : المؤسسة العامة للسينما في سوريا .
السنة : 2016
اللغة : العربية، لهجات سورية
بلد التصوير : سوريا ، منطقة داريا .

### الممثلون
بلغ عدد الممثلين في الفيلم 90 ممثلا . إضافة إلى 900 كومبارس، من أبرزهم 
- لجين إسماعيل : الملازم جعفر .
- مجد فضة : حاتم عرب .
- جولييت عواد : والدة حاتم .
- عبد الرحمن أبو قاسم : والد حاتم
- فايز قزق : سجين
- عامر علي: الطبيب
- الليث المفتي
- مازن عباس
- مروان أبو شاهين
- رائد مشرف
- جهاد الزغبي

## قصة الفيلم
يعرض الفيلم على مدى ساعتين من الزمن ملحمة سجن حلب المركزي الذي تعرض للحصار لما يقارب من عام ونصف من قبل الإرهابيين قبل أن يتمكن الجيش العربي السوري من فك الحصار عنه. وقدم الفيلم شخصيات حقيقية عاصرت وعايشت تلك الأحداث.
وتركز حكاية “رد القضاء” على المعارك شبه اليومية والمواجهات التي خاضها عناصر الأمن الداخلي والهاربين من أفراد الجيش من مدرسه المشاة وغيرها من النقاط التي حررها الجيش السوري الحر من تبعيه النظام ضد الإرهابيين ومحاولاتهم اقتحامه وتصوير التطور الزمني للأحداث من البداية وحتى عملية فك الحصار.
ولا يكتفي “رد القضاء” بعرض التفاصيل الحربية لتلك الأحداث والتي تطلبت تدريب الممثلين المشاركين على تنفيذ حركات وأساليب قتالية بل يقدم قصة إنسانية عبر سيدة تقوم بخطبة فتاة لابنها الموجود في السجن طالبة منه عدم الموت هناك وترسل له كل ما يمكن أن يرفع من معنوياته حتى لا يستسلم فتقود معركتها بالتوازي مع المعركة العسكرية لفك الحصار عن السجن.
ويزعم الفيلم على مقولة إن الصمود والمقاومة هما من يصنعان قضاء وقدر الإنسان وأن بطولة المدافعين عن سجن حلب وشجاعة رجال الجيش العربي السوري هي من صانت هذه البقعة من أرض سورية وهي من ستعيد الأمن والأمان إلى ربوعها.

## استقبال الجمهور
العرض الأول كان في دار الأوبر بدمشق ثم افتتح الفيلم عروضه في حمص واللاذقية وحلب وغيرها من مناطق سوريا وحققا أكثر من مليوني مشاهدة على يوتيوب.

## وصلات خارجية
- لا بيانات لهذه المقالة على ويكي بيانات تخص الفن